# Hans Roos (Historiker)
Hans Roos (* 15. Dezember 1919 in Künzelsau; † 16. November 1984 in Rottach-Egern) war ein deutscher Historiker.
Der Sohn eines Lehrers durchlief die Evangelischen Seminare Maulbronn und Blaubeuren. Er bestand 1938 die Aufnahmeprüfung für das Tübinger Stift. Ein Theologiestudium kam jedoch kriegsbedingt nicht mehr zustande. Er leistete Reichsarbeitsdienst und kämpfte in der Wehrmacht an verschiedenen Fronten. Roos geriet im Juli 1944 in sowjetische Kriegsgefangenschaft. 
Im Dezember 1949 kehrte Roos in seine Heimat zurück. Er begann ab Sommersemester 1950 das Studium der Geschichte mit Schwerpunkt auf Osteuropa, der Geographie und der neueren Sprachen an der Universität Tübingen. Sein wichtigster akademischer Lehrer war Hans Rothfels. Seit 1952 war er Mitglied der Studentenverbindung AV Virtembergia Tübingen. Roos wurde 1954 mit einer von Hans Rothfels und Werner Markert betreuten Arbeit über Polen und Europa an der Universität Tübingen promoviert. Er war von 1955 bis 1961 Assistent von Werner Markert. Von Januar 1955 bis Januar 1958 war er Wissenschaftlicher Mitarbeiter der Arbeitsgemeinschaft für Osteuropaforschung in Tübingen. Von Februar 1958 bis Januar 1961 hatte er ein Stipendium der Deutschen Forschungsgemeinschaft und arbeitete an seiner Habilitationsschrift. In Tübingen habilitierte er sich 1961 mit der unveröffentlicht gebliebenen Arbeit Der Fall der Polnischen Republik und die Idee der Demokratie. Ihm wurde im August 1961 die Venia Legendi für „Mittlere und neuere Geschichte unter besonderer Berücksichtigung der osteuropäischen Geschichte“ verliehen. Ebenfalls 1961 heiratete er. In Tübingen war er bis 1962 Privatdozent. Von 1962 bis 1967 lehrte er als ordentlicher Professor für Osteuropäische Geschichte an der Universität Göttingen und von 1968 bis 1977 an der Ruhr-Universität Bochum. An der Ostpolitik der sozialliberalen Koalition hat er beratend und vermittelnd mitgewirkt. An seinem 58. Geburtstag wurde er krankheitsbedingt vorzeitig emeritiert. Roos zog sich mit seiner Frau zurück an den Tegernsee. Zu seinen akademischen Schülern gehörte Christoph Kleßmann. 
Roos arbeitete vor allem zur Geschichte Polens und Ostmitteleuropas. Seine Dissertation behandelte die polnische Außenpolitik der 1930er-Jahre und gilt als Pionierstudie. Im Jahr 1961 veröffentlichte er mit Geschichte der Polnischen Nation 1916–1960 eine Gesamtdarstellung zur Geschichte Polens im 20. Jahrhundert. Die Arbeit wurde 1966 ins Englische übersetzt und in der dritten Auflage bis zur Ära Edward Gierek fortgeführt. Roos zählte zu den wenigen Lehrstuhlinhabern in der Bundesrepublik, die sich in der Osteuropaforschung mit Polen beschäftigten. Roos veröffentlichte 1959 im Osteuropa-Handbuch von Werner Markert ein Kapitel zur nationalsozialistischen Besatzungspolitik in Polen. Erstmals wurden von ihm die nationalsozialistischen Verbrechen in aller Deutlichkeit angesprochen und verurteilt. Der Beitrag gilt bei den Untersuchungen zur nationalsozialistischen Polenpolitik als Meilenstein. Roos verfasste den Beitrag zum vierten Band des von Theodor Schieder herausgegebenen Handbuchs der Europäischen Geschichte (1968). Roos befasste sich auch mit dem Polen-Bild der deutschen Romantik. Er war Mitglied der Arbeitsgemeinschaft für Osteuropaforschung in Tübingen und Mitglied des Johann-Gottfried-Herder-Forschungsrates.

## Schriften
- Geschichte der polnischen Nation 1918–1985. Von der Staatsgründung im Ersten Weltkrieg bis zur Gegenwart. 4., überarbeitete und erweiterte Auflage. Kohlhammer, Stuttgart 1986, ISBN 3-17-007587-X.
- Polen und Europa. Studien zur polnischen Außenpolitik 1931–1939 (= Tübinger Studien zur Geschichte und Politik. Bd. 7). Mohr, Tübingen 1957.